# Hinrichshagen, Vorpommern-Greifswald
Hinrichshagen är en kommun och ort i Landkreis Vorpommern-Greifswald i förbundslandet Mecklenburg-Vorpommern i Tyskland.
I kommunen finns orterna Hinrichshagen, Chausseesiedlung, Feldsiedlung, Heimsiedlung, Hinrichshagen Hof I, Hinrichshagen Hof II och Neu Ungnade.
Kommunen ingår i kommunalförbundet Amt Landhagen tillsammans med kommunerna Behrenhoff, Dargelin, Dersekow, Levenhagen, Mesekenhagen, Neuenkirchen, Wackerow och Weitenhagen.